# Ishtar Lakhani
Ishtar Lakhani (1985) è un'attivista femminista sudafricana il cui lavoro si concentra su questioni di giustizia sociale, in particolare i diritti delle/dei sex worker..

## Biografia
Lakhani è nata nel 1985. Ha frequentato l' Università del Witwatersrand e ha successivamente conseguito un master in antropologia. Dopo la laurea la sua carriera ha spaziato dal coordinamento di una rete di difesa femminista radicale per le sopravvissute alla violenza sessuale - la campagna One in Nine  - alla preparazione di sandwich presso Love and Revolution, la libreria attivista, caffetteria e spazio comunitario che ha fondato a Johannesburg.
Dal 2014 al 2019 è stata responsabile dei diritti umani del Sex Education and Advocacy Working Group (SWEAT), un'organizzazione con sede in Sud Africa. Lavora anche a fianco delle organizzazioni per la giustizia sociale rafforzando i loro approcci alla difesa dei diritti umani. La creatività è la chiave del suo attivismo: ha lavorato con organizzazioni in tutto il mondo per sviluppare campagne di difesa creativa per i diritti delle lavoratrici del sesso in Sud Africa, i diritti all'autonomia e all'integrità fisica nell'Africa meridionale, ma anche per contrastare l'islamofobia in Sri Lanka e contro il crescente autoritarismo in diversi paesi.
Nel corso del 2020, Lakhani ha lavorato alla campagna Free the Vaccine (Libera il vaccino), coordinata dal Center for Artistic Activism and Universities Allied for Essential Medicines (UAEM). Questa campagna mirava a garantire vaccini COVID19 a prezzi ridotti, disponibili per tutti.

## Premi
Lakhani è stata inserita nell'elenco delle 100 donne più influenti del 2019 della BBC, un elenco di premi che viene pubblicato ogni anno.
Nel 2021 è stata inserita nella lista dei Top 200 Young South Africans di Mail e Guardian .